# 羅公遠
羅公遠（?—?），唐玄宗道士。新唐書作羅思遠，唐代传奇小説作羅公遠。他的事迹被渲染为神话故事。
羅公遠是鄂州唐年县（今湖北省咸宁市通城县）人，从小喜好道术。传奇小说记载，鄂州刺史春宴，羅公遠斥退了化做人形的白龍，还让刺史見到白龍的原形。刺史推薦他到長安，張果、葉法善笑他村童，二人就各握了十几个棋子，问他手里有什么。罗公远回答什么也没有。棋子都到了罗公远手里。玄宗让罗公远与张、叶二人平起平坐。
張果、葉法善用法术运取剑南的果子，罗公远用法术阻挡。罗公远用手杖变成大桥，送玄宗进入月宮。玄宗听到月宫的乐曲，记下来编成霓裳羽衣曲。
罗公远和三藏法師不空金剛比法術，祈祷降雨，以竹枝变成七宝如意。罗公远驱使玉清神女，赛过不空金剛驱使菩薩、金剛力士，奪下袈裟。
玄宗向羅公遠学隐遁之术，羅公遠劝皇帝不要学小术游戏玩耍。玄宗大怒，骂羅公遠，于是他就跑进殿柱子里隐遁起来。玄宗把殿柱打破，羅公遠隐遁入礎石中，玄宗又下令换了礎石，他就藏在别的礎石中。礎石打碎成几十片，全都有罗公远的形迹。玄宗向他道歉，才恢复正常。結局，羅公遠教了玄宗隐遁，玄宗隐身不完全，常常露出形迹、玄宗就把他殺了。
数年後，宦官輔仙玉在蜀地见到羅公遠。羅公遠把蜀地的当归让輔仙玉交给玄宗。羅公遠再会玄宗，進講《三峯歌》八首。一年多以后，罗公远离去
至德元載（756年），安史之乱爆发，玄宗出奔蜀地，羅公遠在剑门迎接，护送到成都，然后离去。玄宗知道了蜀地当归是预言他出奔蜀地。
《广異記》有罗公远捉到天狐，写符把它流放到新羅的故事。

## 传記資料
- 《新唐書》卷二百四 列传第百二十九 「方技 張果传」
- 戴孚《广異記》
- 杜光庭《仙传拾遺》
- 段成式《酉陽杂俎》